# أمان موسى
أمان موسى (13 يناير 1989) لاعب كرة قدم بحريني يلعب حاليا لصالح نادي الدرجة الأولى الرفاع البحريني في مركز قلب الدفاع من 2007.

## الإنجازات

### الرفاع
- الدوري البحريني الممتاز (2): 2012، 2014
- كأس ملك البحرين (1): 2010
- كأس الاتحاد البحريني (1): 2014